# Fresnoy-la-Rivière
Fresnoy-la-Rivière és un municipi francès, situat al departament de l'Oise i a la regió dels Alts de França. L'any 2007 tenia 640 habitants.

## Demografia

### Població
El 2007 la població de fet de Fresnoy-la-Rivière era de 640 persones. Hi havia 223 famílies de les quals 42 eren unipersonals (34 homes vivint sols i 8 dones vivint soles), 72 parelles sense fills, 105 parelles amb fills i 4 famílies monoparentals amb fills.
La població ha evolucionat segons el següent gràfic:
Habitants censats

### Habitatges
El 2007 hi havia 258 habitatges, 230 eren l'habitatge principal de la família, 11 eren segones residències i 17 estaven desocupats. 257 eren cases i 1 era un apartament. Dels 230 habitatges principals, 214 estaven ocupats pels seus propietaris, 8 estaven llogats i ocupats pels llogaters i 7 estaven cedits a títol gratuït; 2 tenien una cambra, 5 en tenien dues, 28 en tenien tres, 53 en tenien quatre i 141 en tenien cinc o més. 194 habitatges disposaven pel capbaix d'una plaça de pàrquing. A 62 habitatges hi havia un automòbil i a 152 n'hi havia dos o més.

### Piràmide de població
La piràmide de població per edats i sexe el 2009 era:
| Homes | Edats   | Dones |
| ----- | ------- | ----- |
| 0     | 95 o +  | 0     |
| 0     | 90 a 94 | 0     |
| 0     | 85 a 89 | 0     |
| 0     | 80 a 84 | 0     |
| 4     | 75 a 79 | 0     |
| 8     | 70 a 74 | 12    |
| 12    | 65 a 69 | 8     |
| 12    | 60 a 64 | 4     |
| 16    | 55 a 59 | 24    |
| 36    | 50 a 54 | 16    |
| 32    | 45 a 49 | 24    |
| 28    | 40 a 44 | 44    |
| 24    | 35 a 39 | 36    |
| 24    | 30 a 34 | 16    |
| 4     | 25 a 29 | 8     |
| 12    | 20 a 24 | 16    |
| 28    | 15 a 19 | 12    |
| 28    | 10 a 14 | 48    |
| 16    | 5 a 9   | 36    |
| 24    | 0 a 4   | 16    |

## Economia
El 2007 la població en edat de treballar era de 435 persones, 340 eren actives i 95 eren inactives. De les 340 persones actives 321 estaven ocupades (171 homes i 150 dones) i 20 estaven aturades (14 homes i 6 dones). De les 95 persones inactives 32 estaven jubilades, 27 estaven estudiant i 36 estaven classificades com a «altres inactius».

### Ingressos
El 2009 a Fresnoy-la-Rivière hi havia 222 unitats fiscals que integraven 623 persones, la mediana anual d'ingressos fiscals per persona era de 22.223 €.

### Activitats econòmiques
Dels 12 establiments que hi havia el 2007, 3 eren d'empreses de construcció, 6 d'empreses de comerç i reparació d'automòbils, 1 d'una empresa d'informació i comunicació, 1 d'una empresa immobiliària i 1 d'una empresa classificada com a «altres activitats de serveis».
Dels 5 establiments de servei als particulars que hi havia el 2009, 1 era un taller de reparació d'automòbils i de material agrícola, 1 paleta, 1 fusteria, 1 electricista i 1 perruqueria.
L'únic establiment comercial que hi havia el 2009 era una floristeria.
L'any 2000 a Fresnoy-la-Rivière hi havia 6 explotacions agrícoles que ocupaven un total de 420 hectàrees.

## Equipaments sanitaris i escolars
L'únic equipament sanitari que hi havia el 2009 era una farmàcia.
El 2009 hi havia una escola elemental integrada dins d'un grup escolar amb les comunes properes formant una escola dispersa.

## Poblacions més properes
El següent diagrama mostra les poblacions més properes.